# 二战密码学
密码学在第二次世界大战期间得到广泛应用，相关国家推出了大量的代码和密码系统。此外，密码分析（密码破译）的理论与实践方面也有了很大的进步。
这场战争中最重要的密码破译事件可能是盟军对德国恩尼格玛密码机的成功破译。1932年左右，波兰首次实现对恩尼格玛的全面破解。1939年战争爆发前，波兰所使用的技术和见解被传递给法国和英国盟军。战争期间，英国在布萊切利園研究站的努力使这些技术得到了实质性的改进。
恩尼格玛密码的破译使盟军能够读取德国重要无线电的通信内容，并在整个战争期间成为宝贵的军事情报来源。来自这个来源（以及其他高级来源，包括Fish密码）的情报最终被称为Ultra。